# Grande Prêmio da Bélgica de 1994
Resultados do Grande Prêmio da Bélgica de Fórmula 1 realizado em Spa-Francorchamps em 28 de agosto de 1994. Foi a décima primeira etapa da temporada e teve como vencedor foi o britânico Damon Hill, da Williams-Renault.

## Resumo
- Estreia de Philippe Adams, que substituiu Alessandro Zanardi na equipe Lotus.
- Com as mortes de Roland Ratzenberger e Ayrton Senna no GP de San Marino, uma chicane de pneus foi instalada na curva Eau Rouge para desacelerar os carros.[4][5]
- Primeira pole-position de Rubens Barrichello.
- Esta foi a última corrida de Philippe Alliot como piloto de Fórmula 1.
- Schumacher teve a vitória anulada depois que a prancha de madeira instalada embaixo do Benetton-Ford estava com desgaste um milímetro acima do permitido, e foi suspenso por 2 GPs, dando a vitória a Hill. Mika Häkkinen e Jos Verstappen, companheiro de equipe de Schummy, também ganharam uma posição.[6]

## FIA suspende Michael Schumacher
Dois dias após a desclassificação do Grande Prêmio da Bélgica, o alemão Michael Schumacher foi condenado a duas corridas de suspensão pelo Tribunal Internacional de Apelações da FIA num veredicto unânime dos quatro juízes convocados para o caso. Tamanho enrosco começou quando o piloto ultrapassou Damon Hill durante a volta de apresentação do Grande Prêmio da Grã-Bretanha embora o corredor da Benetton fosse apenas o segundo colocado no grid de largada àquele dia, e por isso recebeu um stop and go convertido numa bandeira preta na vigésima segunda volta. Inconformado com a desclassificação sofrida, Flavio Briatore percorreu os boxes de Silverstone e teria firmado um acordo com Bernie Ecclestone onde Hill não seria atacado pelo rival e em troca a punição seria ignorada e somente na volta vinte e sete o stop and go de cinco segundos foi cumprido por Schumacher e sua equipe foi multada ao fim da corrida. Às vésperas do Grande Prêmio da Alemanha o Conselho Mundial da FIA elevou a multa aplicada à Benetton para US$ 500 mil e suspendeu Michael Schumacher por duas corridas, punição suspensa até que o Tribunal Internacional de Apelações examinasse o recurso interposto contra as punições.
Liberado para correr em seu próprio país e no Grande Prêmio da Hungria, Michael Schumacher será substituído na Itália e em Portugal pelo finlandês J. J. Lehto, ao lado de quem correu durante quatro corridas nesta temporada.

## Classificação da prova
| Pos. | Nº | Piloto                | Construtor        | Voltas | Tempo/Diferença | Grid | Pontos |
| ---- | -- | --------------------- | ----------------- | ------ | --------------- | ---- | ------ |
| DSQ  | 5  | Michael Schumacher    | Benetton-Ford     | 44     | Desclassificado | 2    | [ 3 ]  |
| 1    | 0  | Damon Hill            | Williams-Renault  | 44     | 1:28:47.170     | 3    | 10     |
| 2    | 7  | Mika Häkkinen         | McLaren-Peugeot   | 44     | + 51.381        | 8    | 6      |
| 3    | 6  | Jos Verstappen        | Benetton-Ford     | 44     | + 1:10.453      | 6    | 4      |
| 4    | 2  | David Coulthard       | Williams-Renault  | 44     | + 1:45.787      | 7    | 3      |
| 5    | 4  | Mark Blundell         | Tyrrell-Yamaha    | 43     | + 1 volta       | 12   | 2      |
| 6    | 10 | Gianni Morbidelli     | Footwork-Ford     | 43     | + 1 volta       | 14   | 1      |
| 7    | 26 | Olivier Panis         | Ligier-Renault    | 43     | + 1 volta       | 17   |        |
| 8    | 23 | Pierluigi Martini     | Minardi-Ford      | 43     | + 1 volta       | 10   |        |
| 9    | 24 | Michele Alboreto      | Minardi-Ford      | 43     | + 1 volta       | 18   |        |
| 10   | 25 | Eric Bernard          | Ligier-Renault    | 42     | + 2 voltas      | 16   |        |
| 11   | 32 | Jean-Marc Gounon      | Simtek-Ford       | 42     | + 2 voltas      | 25   |        |
| 12   | 12 | Johnny Herbert        | Lotus-Mugen/Honda | 41     | + 3 voltas      | 20   |        |
| 13   | 15 | Eddie Irvine          | Jordan-Hart       | 40     | Alternador      | 4    |        |
| Ret  | 9  | Christian Fittipaldi  | Footwork-Ford     | 33     | Motor           | 24   |        |
| Ret  | 31 | David Brabham         | Simtek-Ford       | 29     | Roda            | 21   |        |
| Ret  | 29 | Andrea de Cesaris     | Sauber-Mercedes   | 27     | Regulador       | 15   |        |
| Ret  | 8  | Martin Brundle        | McLaren-Peugeot   | 24     | Spun off        | 13   |        |
| Ret  | 14 | Rubens Barrichello    | Jordan-Hart       | 19     | Spun off        | 1    |        |
| Ret  | 3  | Ukyo Katayama         | Tyrrell-Yamaha    | 18     | Motor           | 23   |        |
| Ret  | 11 | Philippe Adams        | Lotus-Mugen/Honda | 15     | Spun off        | 26   |        |
| Ret  | 28 | Gerhard Berger        | Ferrari           | 11     | Motor           | 11   |        |
| Ret  | 19 | Philippe Alliot       | Larrousse-Ford    | 11     | Motor           | 19   |        |
| Ret  | 30 | Heinz-Harald Frentzen | Sauber-Mercedes   | 10     | Semieixo        | 9    |        |
| Ret  | 20 | Erik Comas            | Larrousse-Ford    | 3      | Motor           | 22   |        |
| Ret  | 27 | Jean Alesi            | Ferrari           | 2      | Motor           | 5    |        |
| DNQ  | 34 | Bertrand Gachot       | Pacific-Ilmor     |        |                 |      |        |
| DNQ  | 33 | Paul Belmondo         | Pacific-Ilmor     |        |                 |      |        |

## Tabela do campeonato após a corrida
| Pos. | Piloto             | Pontos |
| ---- | ------------------ | ------ |
| 1    | Michael Schumacher | 76     |
| 2    | Damon Hill         | 55     |
| 3    | Gerhard Berger     | 27     |
| 4    | Jean Alesi         | 19     |
| 5    | Mika Häkkinen      | 14     |

| Pos. | Construtor       | Pontos |
| ---- | ---------------- | ------ |
| 1    | Benetton-Ford    | 85     |
| 2    | Williams-Renault | 62     |
| 3    | Ferrari          | 52     |
| 4    | McLaren-Peugeot  | 23     |
| 5    | Jordan-Hart      | 14     |

- Nota: Somente as primeiras cinco posições estão listadas.